# Yokoyama Matsusaburō
Yokoyama Matsusaburō (横山 松三郎), né le 26 novembre 1838 sur l'île d'Itouroup, mort à Tokyo le 15 octobre 1884, est un artiste, professeur, lithographe et photographe japonais, pionnier de la photographie.

## Biographie
Yokoyama naît sous le nom Yokoyama Bunroku (横山 文六) à Iturup (alors sous contrôle japonais) le 26 novembre 1838 . Jeune, Yokoyama et sa famille déménagent à Hakodate où en 1854 il découvre la photographie en voyant des daguerréotype d'Eliphalet Brown Jr. et A. F. Mozhaiskii. À l'âge de quinze ans, il est apprenti chez un concessionnaire de kimonos et pendant ce temps développe un intérêt pour la peinture. Quelques années plus tard, en tant qu'assistant du peintre russe Lehman, il découvre les styles de la peinture occidentale et contribue à esquisser les environs du Consulat de Russie à Hakodate. En vue d'améliorer sa peinture de paysage, Yokoyama commence à apprendre la photographie. Il voyage à Yokohama où il étudie la photographie auprès de Shimooka Renjō puis retourne à Hakodate et étudie auprès du consul russe, I. A. Goshkevich. En 1868, Yokoyama ouvre son propre studio photographique commercial à Yokohama. Cette même année, il déménage son studio à Ryōgoku (à Tokyo) et le nomme Tsūten-rō (通天楼); quelque temps après, il déménage Tsūten-rō à peu de distance du quartier Ueno Ikenohata).
En 1868, Yokoyama rencontre Ninagawa Noritane, fonctionnaire du gouvernement de Meiji qui le charge de photographier le château d'Edo avant sa reconstruction imminente et les trésors impériaux conservés dans le Shōsō-in. Le projet est mené à bien entre 1871 et 1872 et une partie du travail résultant est publié en 1872 dans un album de 64 photographies intitulé Kyū-Edo-jō Shashin-chō (旧江戸城写真帳), « Album de photographies de l'ancien château d'Edo ») et réédité comme album de 73 photographies en 1878 sous le titre Kanko Zusetsu, Jokakau-no-bu («  Histoire et description des arts et des industries japonais, première partie, le château »). Certaines des photographies de Yokoyama d'œuvres d'art japonaises sont présentées à l'Exposition universelle de 1873 à Vienne.
Yokoyama est le premier photographe japonais à poursuivre sérieusement la production de photographies en stéréoscopie. Une ancienne photographie de l'équipement de son studio montre sept appareils photo dont deux sont stéréographique. En 1869 Yokoyama, accompagné par des amis et des étudiants, voyage à travers le Japon pour réaliser des vues stéréoscopiques. Il produit au moins trois séries de vues qui sont publiées à l'époque mais sont maintenant très difficiles à trouver. Selon historien de la photographie Rob Oechsle, les séries stéréographiques de Yokoyama sont les plus remarquables de celles réalisées au Japon au cours de l'ère Meiji ; elles ont été prises à partir de 1869 jusque dans les années 1870.
En 1870, Shimooka Renjō invite Yokoyama à se joindre à lui pour photographier le mont Nikkō-Shirane. Les photographies qui en résultent, sous leurs deux noms, sont ensuite offertes au clan Tokugawa.
En 1873, Yokoyama ouvre une école d'art qui compte parmi ses étudiants des peintres tels que Kamei Shiichi, Kamei Takejiro et Yamada Nariaki et des photographes comme Azusawa Ryōichi, Kikuchi Shingaku, Nakajima Matsuchi et Suzuki Shin'ichi.
En 1876, il cède les droits de son atelier à son assistant Oda Nobumasa et devient professeur à l'Académie militaire japonaise où il donne des conférences sur la photographie et la lithographie.
En 1881une récidive de sa tuberculose, contractée vers l'âge de quinze ans, le contraint à quitter son poste à l'Académie militaire. Néanmoins il fonde alors le Shashin Sekiban-sha (Société de photolithographie), continue à peindre et à cette époque créé ce qu'il appelle shashin abura-e (寫眞油繪) selon l'orthographe de l'époque, (写真油絵) à présent) ou « peinture à l'huile photographique », dans laquelle le support de papier d'une photographie est découpé et des peintures à l'huile sont ensuite appliquées sur l'émulsion restante. Yokoyama produit un certain nombre de travaux utilisant cette technique.
Yokoyama décède à Tokyo le 15 octobre 1884.
En plus de ses paysages et portraits, Yokoyama est connu pour ses autoportraits et ses œuvres comprennent des peintures, des épreuves à l'albumine de grand format (monochromes et colorées à la main) et des shashin abura-e. Il produit des albums de souvenirs en studio, dont certains nous sont parvenus. Une biographie de Yokoyama paraît en 1887.